# Утёсов, Леонид Осипович
Леони́д О́сипович Утёсов (настоящее имя — Ла́зарь (Ле́йзер) Ио́сифович Вайсбе́йн; 10 [22] марта 1895, Одесса, Херсонская губерния, Российская империя — 9 марта 1982, санаторий «Архангельское», Красногорский район, Московская область, СССР) — русский и советский эстрадный артист — певец, чтец, дирижёр, руководитель оркестра, конферансье, актёр; народный артист СССР (1965, первым из артистов эстрады удостоен этого звания). Исполнял песни в различных жанрах — от комических куплетов и городского романса до русифицированных зарубежных шлягеров и советских лирических и массовых песен.

## Биография
Лазарь Иосифович Вайсбейн родился 10 [22] марта 1895 года в Одессе, в многодетной еврейской семье. На протяжении многих лет во всех справочниках днём рождения Утёсова называлось 9 (21) марта 1895 года. Сам он отмечал свой день рождения 22 марта, а на вопросы по этому поводу отшучивался: «Энциклопедия считает, что 21-го. Она энциклопедия и ей видней», — никаких серьёзных доводов при этом не приводя. Однако в книге метрических записей канцелярии Одесского городского раввина за март 1895 года имеется запись следующего содержания (в дореволюционной орфографии): «Часть — I — О РОДИВШИХСЯ №- Женскій — 427 №- Мужскій — 421 Состояніе отца, имена отца и матери — Херсонскій м/щ [мѣщанинъ] Iосіфъ Кельманов[ич]ъ Вайсбейнъ, жена Малка. Кто родился и какое ему или ей дано имя — близнецы сынъ Лазарь, дочь Перля род[ились] 10 марта — обр[ѣзаніе] 17».
Родители заключили брак в Одессе 12 ноября 1884 года. Отец, мелкий коммерсант (по другим данным — экспедитор одесского порта), — Иосиф Кельманович (Калманович) Вайсбейн (1861 — 3 января 1937), мать — Малка Моисеевна Вайсбейн (в девичестве Граник, 1861 — 8 декабря 1944). В записи о бракосочетании родителей отец указывается херсонским купеческим сыном, мать — одесской мещанкой.
С 9-летнего возраста брал уроки игры на скрипке. В 1904—1909 годах учился в частном коммерческом училище Г. Ф. Файга в Одессе, где играл в симфоническом оркестре и оркестре струнно-щипковых инструментов, а также пел в хоре. Был отчислен из училища, по версии самого Утёсова, за то, что в отместку за замечание вымазал мелом и чернилами одежду учителя Закона Божьего. Другая версия говорит об избиении юным Вайсбейном «городского раввина — преподавателя Закона Божьего».
В 1910—1912 годах играл на гитаре в струнном бродячем оркестре Ярчука-Кучеренко, некоторое время выступал в качестве гимнаста, музыкального эксцентрика и «рыжего» клоуна в передвижном цирке борца Ивана Бороданова в Одессе, Кременчуге, Херсоне, Николаеве.

### Происхождение псевдонима
В 1911 году одесский артист Ефим Скавронский пригласил его в свою миниатюру «У разбитого зеркала». Но при этом поставил условие: «Никаких Вайсбейнов!»
— Как вы хотите называться?
Этот неожиданный вопрос не удивил меня — тогда очень часто люди, приходя на сцену или в литературу, брали красивые и романтичные имена. Вопрос не удивил меня, но взбудоражил.
Действительно, как же я хочу называться? Да уж как-нибудь красиво и возвышенно. ...я решил взять себе такую фамилию, какой никогда ещё ни у кого не было, то есть просто изобрести новую. Естественно, что все мои мысли вертелись около возвышенности. Я бы охотно стал Скаловым, но в Одессе уже был актёр Скалов. Тогда, может быть, стать Горским? Но был в Одессе и Горский. Были и Горев и Горин — чего только не было в Одессе! Но, кроме гор и скал, должны же быть в природе какие-нибудь другие возвышенности. Холм, например. Может быть, сделаться Холмским или Холмовым. Нет, в этом есть что-то грустное, кладбищенское — могильный холм… «Что же есть на земле ещё выдающееся? — мучительно думал я, стоя на Ланжероне и глядя на утёс с рыбачьей хижиной. — Боже мой, — подумал я, — утёсы, есть же ещё утёсы!»
Я стал вертеть это слово так и этак. Утёсин? Не годится — в окончании есть что-то простоватое, мелкое, незначительное… «Утёсов?» — мелькнуло у меня в голове… Да, да! Утёсов! Именно Утёсов!
Наверно, Колумб, увидя после трёх месяцев плавания очертания земли, то есть открыв Америку, не испытывал подобной радости. И сегодня я вижу, что не сделал ошибки, ей-богу, моя фамилия мне нравится. И, знаете, не только мне.
Вот, например, Степану Степановичу Макаревичу — тоже. Никаких Степанов Макаревичей! — решил однажды он. Отныне родные и близкие и вообще все люди на земле должны называть его не иначе, как Леонид Утёсов, — и в 1920-х годах он сделал об этом публикацию в газете.
Валентин Алексеевич Серохвостов тоже решил стать Леонидом Утёсовым. А Жевжеку Алексею Яковлевичу подходит только фамилия Утёсов, а имя он оставляет своё. Тихону же Федосову кажется, что фамилия Утёсов лучше звучит с именем Евгений. Стал бы уж заодно и Онегиным. Оно как-то привычнее.

Все эти и множество других газетных вырезок я храню до сих пор как забавные курьёзы. К сожалению, дело не всегда ограничивалось забавами. Некоторые поменяли свою фамилию на мою, чтобы удобнее было совершать неблаговидные, а то и уголовные дела

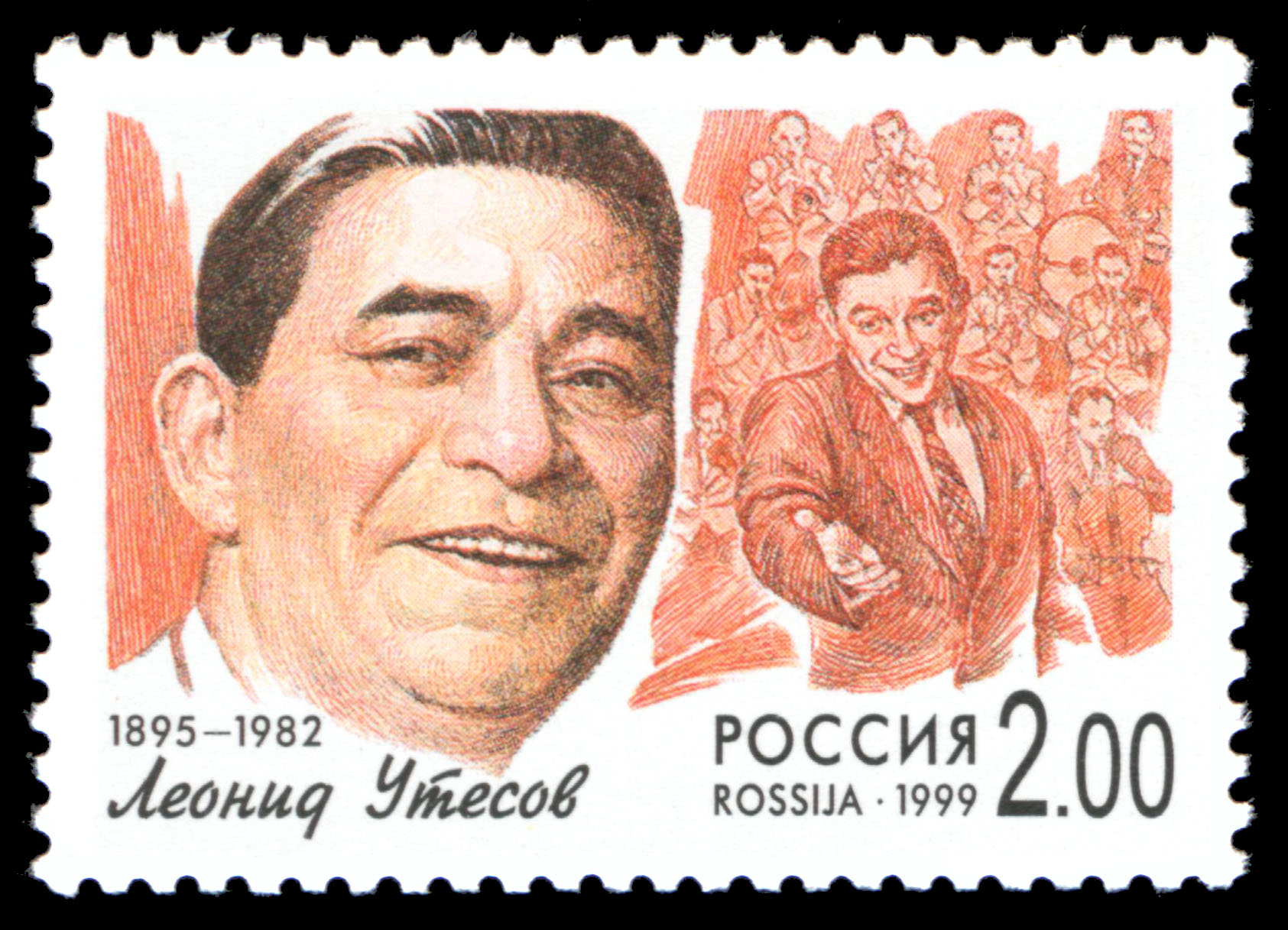
Почтовая марка России из серии «Популярные певцы российской эстрады», посвящённая Леониду Утёсову, 1999, 2 рубля (ИТЦ 535, Скотт 6542)

В 1912 году Утёсов устроился в Кременчугский театр миниатюр. В 1913 году поступил в одесскую труппу К. Г. Розанова, до революции 1917 года играл в ряде театров миниатюр: Большой Ришельевский, Малый Ришельевский, «Интимный», Весёлый, передвижной театр миниатюр «Мозаика», Херсонский театр миниатюр; был артистом антрепризы Н. И. Собольщикова-Самарина в Киеве, Одессе, Херсоне, Феодосии, Александровске, Екатеринославе, Москве.
В 1916—1917 годах проходил службу в армии. В 1917 году победил в конкурсе куплетистов в Гомеле. В том же году приехал в Москву, где выступал в столичном саду «Эрмитаж». В 1918—1919 годах — артист эстрады во время гастрольной поездки по Украине для обслуживания Южной армии.
В 1917 году в Одессе впервые снялся в кино, исполнив роль адвоката Зарудного в фильме «Жизнь и смерть лейтенанта Шмидта» (по выпущенной в 1917 году книге «Лейтенант Шмидт — борец за свободу», выпущен на экраны 5 июля 1917 года.).
В 1920-х годах продолжал выступать на эстраде и играть в различных театрах Москвы (Театр революционной сатиры, Театр музыкальной комедии, оперетта «Славянский базар») (1921—1922). В 1922 году переехал жить в Петроград (ныне Санкт-Петербург), где играл в Свободном театре (1922—1927), Театре Сатиры (1928), оперетте «Палас-театр». В 1923 году подготовил «синтетический спектакль» «От трагедии до трапеции», в котором исполнял драматические и буффонно-комические роли, гимнастические номера, играл на гитаре и скрипке, дирижировал хором и оркестром. Продолжалась и его кинематографическая карьера.
Был первым исполнителем на эстраде произведений И. Э. Бабеля, Э. Г. Багрицкого, И. П. Уткина, М. М. Зощенко.

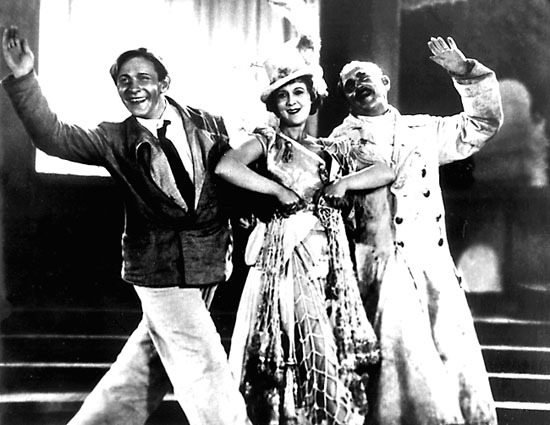
Фильм «Весёлые ребята»

В 1928 году с женой и дочерью в качестве туриста ездил в Париж. Активно посещал парижские кабаре, где с восторгом наблюдал за выступлениями Мистенгет и Жозефины Бейкер, а также американского оркестра под управлением Теда Льюиса («Ted Lewis and His Band»), который поразил его тем, что потом сам Утёсов называл «театрализацией». По возвращении в Ленинград, в 1929 году создал собственный «Теа-джаз», первое выступление которого состоялось 8 марта на сцене ленинградского Малого оперного театра (с 1934 года назывался просто Джаз-оркестр п/у Л. Утёсова, в 1940 году получил статус Государственного джаз-оркестра РСФСР, с 1947 года — Государственный эстрадный оркестр РСФСР). Успех был значительным, и с этого момента Утёсов фактически сменил профессию, став руководителем оркестра (в течение первого года — совместно с Яковом Скоморовским). Коллектив Утёсова исполнял западные шлягеры, специально написанные для него инструментальные композиции и песни. С течением времени именно песни заняли основное место в программах оркестра.
В 1929 году Утёсов был избран членом Ленинградского Совета.
В 1934 году снялся в роли музыканта-самородка, пастуха Кости Потехина, в первой советской музыкальной комедии «Весёлые ребята». После успеха фильма слава Утёсова стала всесоюзной.
В 1937 году джаз-оркестр Утёсова представил новую, почти исключительно песенную, программу «Песни моей Родины», которая, постоянно обновляясь, шла несколько лет, вплоть до 1941 года.
В 1939 году вышла его первая книга «Записки актёра», предисловие к которой написал Исаак Бабель.

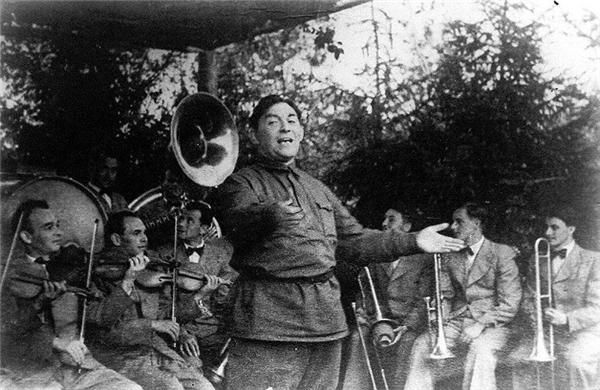
Выступление Утёсова на фронте, 1942 год

С началом войны утёсовский оркестр оперативно подготовил новую программу «Гадам нет пощады». Артист и оркестр много раз ездили на фронт и выступали перед бойцами. Неоднократно во время таких поездок Утёсов попадал в опасные ситуации, под бомбёжки и обстрелы. На средства, собранные музыкантами утёсовского оркестра, были построены и подарены 5-му гвардейскому истребительному авиаполку два самолёта Ла-5Ф. Самолёты носили название «Весёлые ребята».
После войны Утёсов и его оркестр продолжали активно гастролировать по стране, записываться на пластинки, выступать по радио, а потом и по телевидению. К 800-летию Москвы в 1947 году коллектив подготовил специальную программу, открывавшуюся оркестровой фантазией «Москва». В финале программы впервые прозвучала песня И. Дунаевского «Дорогие мои москвичи» (впоследствии в Ленинграде песня исполнялась с изменённым текстом под названием «Ленинградцы, родные друзья»). К 25-летию существования оркестра в 1954 году была выпущена юбилейная программа «Серебряная свадьба», а в марте 1960 года в Московском театре эстрады коллектив с опозданием на год отметил очередной «круглый» день своего рождения программой «Тридцать лет спустя». В 1963 году вышла последняя программа Утёсова «Перелистывая страницы».

### Последние годы жизни и смерть
В 1966 году он принял решение покинуть сцену (кроме единичных случаев, когда исполнял по 1-2 песни). В оставшиеся 16 лет жизни написал ещё одну книгу «Спасибо, сердце!», осуществлял общее художественное руководство оркестром (музыкальным руководителем и главным дирижёром которого с 1974 года работал Константин Певзнер), много снимался на телевидении, но практически не выходил на сцену.
Последнее выступление Утёсова состоялось в декабре 1981 года. Где-то около этого времени в студии Центрального телевидения был снят полуторачасовой разговор с артистом. Передача вышла в эфир уже после его смерти, весной 1982 года.
Леонид Утёсов скончался от инфаркта миокарда 9 марта 1982 года в военном санатории «Архангельское» под Москвой на 87-м году жизни, на полтора месяца пережив свою дочь Эдит, умершую 21 января. Похоронен на столичном Новодевичьем кладбище (участок № 9).

### Семья
Леонид Утёсов был дважды женат:
- с 10 декабря 1914 года[20] — на Елене Иосифовне Голдиной[21][22][23] (урождённая Ента Еселевна Голдин[24], сценический псевдоним — Елена Осиповна Ленская[25]; 1893, Никополь — 1962, Москва); похоронена на Востряковском еврейском кладбище[26];
- с 8 октября 1981 года — на Антонине Сергеевне Ревельс (1923—1997), которая была танцовщицей в его коллективе с 1943 года (брак был заключён в квартире Леонида Утёсова, куда специально пришла заведующая районным ЗАГСом; свидетелем был дирижёр Олег Лундстрем).

Дочь от первого брака — Эдит Леонидовна Утёсова (1915—1982), была солисткой его оркестра (её муж — режиссёр Альберт Александрович Гендельштейн). Многие песни отец исполнял в дуэте с ней, в частности, широко известные «Прекрасная маркиза» и «Дорогие мои москвичи». Похоронена на Востряковском кладбище в Москве рядом с супругом.
Племянница (дочь старшего брата) — Елена Михайловна Макасеева (урождённая Вайсбейн, 1920—2004), киновед, редактор киностудии «Моснаучфильм», коллекционер; была замужем за кинооператором Борисом Константиновичем Макасеевым.

## Творческий облик
На формирование эстетики Утёсова большое влияние оказал американский оркестр под управлением талантливого шоумена Теда Льюиса, виденный им в 1928 году в Париже. После этой поездки артист принял решение соединить западный опыт с традициями российского эстрадного театра, придав ему соответствующую духу времени «советскую» злободневность. Утёсов не получил систематического музыкального образования, хотя ещё до училища Файга обучался игре на скрипке, а в училище освоил также гитару и балалайку; нотной грамотой он вполне овладел только к середине 1930-х годов. Однако, обладая природной музыкальностью и организаторским талантом, безошибочно подбирал в свою команду первоклассных музыкантов.
Первым профессиональным музыкальным руководителем «Теа-джаза» был блестящий академический трубач Яков Скоморовский. Но уже в 1932 году, «не разделяя восторгов по поводу эстрадно-развлекательных программ», он ушёл от Утёсова, организовав собственный джазовый коллектив, без какой-либо «театрализации». В разное время у Утёсова также работали пианисты, аранжировщики и композиторы Леонид Дидерихс, Михаил Воловац, Николай Минх, Аркадий Островский, Вадим Людвиковский, Владимир Старостин, скрипач и композитор Альберт Триллинг.
Большую роль в становлении Утёсова как музыканта и артиста сыграла его личная и творческая дружба с композитором Исааком Дунаевским. Не работавший постоянно в утёсовском оркестре, он поставлял для него значительную часть песенного и инструментального репертуара, способствуя тем самым популярности Утёсова. В содружестве с И. Дунаевским, В. Лебедевым-Кумачом, В. Массом и Н. Эрдманом создал эксцентрические музыкальные комедийные обозрения — «Джаз на повороте» (1930), специально для которого написал три оркестровых рапсодии с пением — русскую, украинскую и еврейскую, «Музыкальный магазин» (1932), а также немало песен на стихи современных советских поэтов. В 1934 году вышел на экраны кинофильм «Весёлые ребята» с Утёсовым в главной роли и с участием его оркестра (музыку к картине писал И. Дунаевский, тексты песен — В. Лебедев-Кумач). Успех фильма принёс Утёсову огромную популярность и известность по всей стране. Однако в газетных рецензиях исполнитель главной роли даже не был упомянут. Утёсов так иронически комментировал несправедливое отношение к себе со стороны власти: «Когда отмечалось пятнадцатилетие советского кино, Г. Александров получил орден Красной Звезды, Любовь Орлова — звание заслуженной артистки, а я — фотоаппарат». О том, какое значение Утёсов придавал сотрудничеству с Дунаевским, свидетельствуют и названия двух книг его мемуаров с аллюзиями на песни композитора «С песней по жизни» и «Спасибо, сердце».
Хотя сам Утёсов называл себя джазовым музыкантом, в действительности звучание его эстрадного коллектива имело к джазу весьма опосредованное отношение. Советские критики изобрели для утёсовского стиля специальный термин — «песенный джаз», подразумевая под этим советскую массовую песню с элементами джаза, или, по выражению Т. Айзикович, «оджазированную популярную музыку».
В утёсовской вокальной подаче звука некоторые музыковеды усматривают влияние крунинга (наполовину пения, наполовину ритмической декламации), не требовавшего от артиста выдающихся голосовых данных и профессиональной вокальной техники. Интимное «микрофонное» крунер-пение «создавало у слушателя ощущение, что он обращается персонально к каждому».

## Роли в театре

Памятник Леониду Утёсову в Одессе

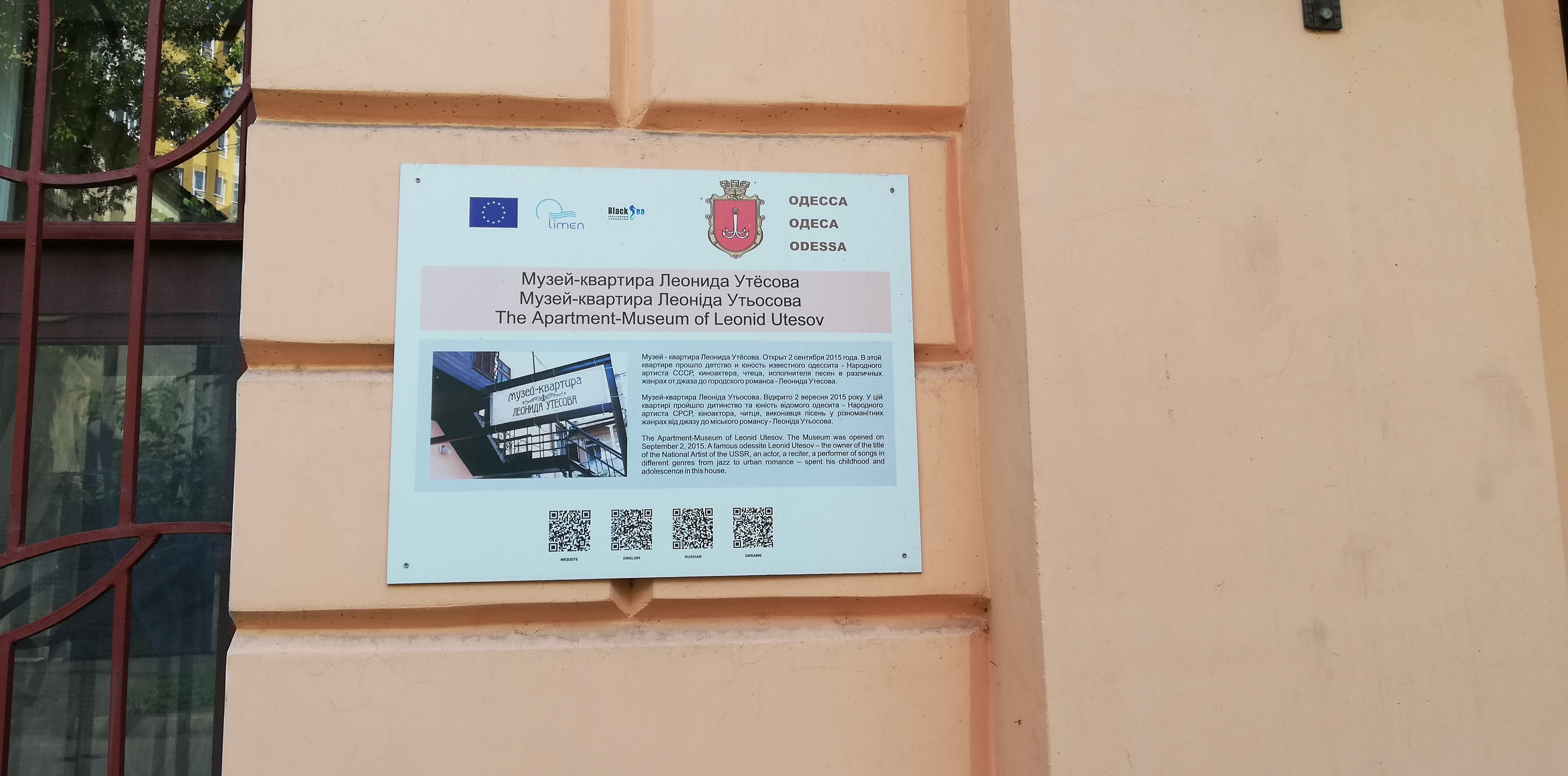
Музей-квартира Л. Утёсова в Одессе на улице Утёсова, 11

- «От трагедии до трапеции» — Раскольников, царь Менелай (оперетта «Палас-театр», 1923)
- «Девушка-сыщик» (оперетта Л. Есселя) — Георг (оперетта «Палас-театр», 1924)
- «Дорина и случай» (оперетта Ж. Жильбера) — Франц (оперетта «Палас-театр», 1924)
- «Вице-адмирал» (оперетта К. Миллёкера) — матрос Пунто (оперетта «Палас-театр», 1924)
- «Сильва» (оперетта И. Кальмана) — Бони (оперетта «Палас-театр», 1924)
- «Прекрасная Елена» (оперетта Ж. Оффенбаха) — Менелай (оперетта «Палас-театр», 1924)
- «Мадам Помпадур» (оперетта Л. Фалля) (оперетта «Палас-театр»)
- «Баядера» (оперетта И. Кальмана) (оперетта «Палас-театр»)
- «Мендель Маранц» (по Д. Фридману — Мендель (Свободный театр, 1926)
- «Статья 114-я Уголовного Кодекса» (пьеса В. Е. Ардова и Л. В. Никулина) — Магазаник (Свободный театр, 1926)
- «Матадор Дон Прицкер» — Прицкер (Свободный театр, 1926)
- «Певец своей печали» (комедия О. Дымова) — Иошка-музыкант (Свободный театр)
- «Фабрика канители» (спектакль-обозрение А. Жуленго) — писатель (Ленинградский театр Сатиры, 1927)
- «Республика на колёсах» (пьеса Я. А. Мамонтова) — Андрей Дудка (Ленинградский театр Сатиры, 1928)
- «Граф Люксембург» (оперетта Ф. Легара) — Князь
- «Шулер» (пьеса В. В. Шкваркина) — Тёлкин
- «Шельменко-денщик» (пьеса Г. Ф. Квитки-Основьяненко — Шельменко (Московский драматический театр им. Н. В. Гоголя, 1958)

## Фильмография

### Драматические роли
- 1917 — Жизнь и смерть лейтенанта Шмидта (Восстание Черноморского флота)[13] — адвокат Зарудный
- 1923 — Торговый дом «Антанта и К°» (короткометражный) — Симон Петлюра
- 1926 — Карьера Спирьки Шпандыря — Спирька Шпандырь
- 1926 — Чужие — красноармеец Егоров
- 1934 — Весёлые ребята — Костя Потехин

### Камео и участие в документальных фильмах
- 1940 — Концерт на экране — исполнитель песен
- 1942 — Концерт фронту — исполнитель песен
- 1954 — Весёлые звёзды — исполнитель песен
- 1963 — Мелодии Дунаевского (художественно-документальный)
- 1966 — Театральные встречи. В гостях у Утёсова (телепередача)
- 1967 — Театральные встречи. В гостях у Богословского (телепередача)
- 1970 — Фантазия на темы Дунаевского — ведущий концерта (телефильм)
- 1971 — С песней по жизни (художественно-документальный телефильм)
- 1974 — Пётр Мартынович и годы большой жизни (художественно-документальный)
- 1975 — Аркадий Райкин (документальный телефильм)
- 1978 — Огневой вы человек! (документальный)
- 1979 — Композитор Никита Богословский (документальный)
- 1980 — Я помню чудное мгновенье (документальный телефильм)
- 1981 — Вокруг смеха. 11-й выпуск (телепередача)

### Фильмы, в которых использованы записи Утёсова
- 1959 — Первый день мира
- 1966 — Июльский дождь
- 1967 — Весна на Одере
- 1974 — Вылет задерживается
- 1975 — Мальчишки ехали на фронт
- 1975 — Прошу слова
- 1977 — В зоне особого внимания
- 1979 — Место встречи изменить нельзя (песня «Дорога на Берлин»)
- 1979 — Выгодный контракт, 2-я серия «Связной» (песни «Одессит Мишка» и «О чём ты тоскуешь, товарищ моряк», грамзаписи 1943 года)
- 1982 — Покровские ворота (фильм) (песня «Дорогие москвичи»)
- 1982 — Старая пластинка
- 1986 — Как стать звездой (1-я серия)
- 1987 — Зеркало для героя
- 1994 — Утомлённые солнцем
- 1991 — Всё хорошо (документальный, политический памфлет о СССР)
- 1994 — 1996 — Джентльмен-шоу (песня «У Чёрного моря», телепередача, с 1997 года звучала инструментальная версия)
- 2004 — Ночной дозор[источник не указан 4193 дня]
- 2004 — Курсанты[источник не указан 3063 дня]
- 2006 — 30 дней до рассвета
- 2007 — Ликвидация
- 2009 — Похороните меня за плинтусом (песня «Одесский порт»)[источник не указан 1931 день]
- 2013 — Сын отца народов
- 2018 — По Рубцовским улочкам шагая (документальный, песня «Здравствуй, здравствуй»)[источник не указан 1931 день]

## Песенный репертуар Леонида и Эдит Утёсовых
А
- Автоболельщик (М. Табачников — В. Малков)
- Азербайджанская песня о Москве (М. Табачников — М. Светлов)
- Акула (Ч. Пратт (?) — С. Маршак)
- Английская песня (Белая ночь) (авторы неизвестны)
- Армейская юность моя (З. Левина — Ю. Каменецкий)
- Архимед (Закон Архимеда наоборот) (В. Людвиковский — А. Олицкий)
- Ах, Одесса моя (А. Эшпай — В. Котов)

Б
- Баллада о неизвестном моряке (Е. Жарковский — В. Винников)
- Барон фон дер Пшик (Ш. Секунда — А. Фидровский)
- Бедовый парень (А. Лепин — В. Лившиц)
- Берёзонька (Н. Богословский — Л. Давидович и В. Драгунский)
- Бомбардировщики (Дж. Макхью — Х. Адамсон, пер. С. Болотина и Т. Сикорской)
- Борода (В. Кручинин — Иван Приблудный)
- Бубенцы звенят, играют (Е. Жарковский — Л. Квитко, пер. Е. Благининой)
- Бублички (С. Богомазов — Я. Ядов)
- Будь со мною строгой (М. Фрадкин — И. Шаферан)
- Будьте здоровы (И. Любан — А. Русак, пер. М. Исаковского)
- Будьте здоровы (военные куплеты) (И. Любан — А. Каплер (?))
- Бывалый матрос (Песенка о бывалом матросе) (Л. Бакалов — Н. Лабковский)
- Бывший фронтовик (Ю. Запольская — Н. Лабковский)

В
- Вася Крючкин (В. Соловьёв-Седой — В. Гусев)
- Вернулся я на Родину (М. Фрадкин — М. Матусовский)
- Весенняя (Н. Чемберджи — Е. Долматовский)
- Весёлый запевала (Л. Поляковский — Б. Рацер)
- Весёлый постовой (Н. Богословский — Н. Лабковский и А. Раскин)
- В землянке (К. Листов — А. Сурков)
- В метель (муз. и сл. М. Фрадкина)
- Волна (Ш. Трене — рус. текст С. Болотина и Т. Сикорской)
- Воро-воро (С. Покрасс — А. Арго, И. Фрадкин)
- Время (В. Шаинский — Л. Утёсов)
- Встреча друзей (А. Островский — М. Лисянский)
- Всюду вас ожидают друзья (Т. Маркова — Л. Куксо)
- Второе сердце (Н. Богословский — М. Зелиньский, пер. Е. Долматовского)

Г
- Гавана (муз. и сл. Л. Утёсова)
- Гадам нет пощады (А. Островский — С. Михалков)
- Где б ни скитался я (А. Леман — В. Мятлев)
- Гитлеровский вор (Воро-Воро) (А. Островский — А. Арго, И. Фрадкин)
- Гоп со смыком (уличная песня)
- Городу Ленинграду (Песня о Ленинграде) (Т. Маркова — Б. Брянский)
- Гренада (К. Листов — М. Светлов)

Д
- Дай мне ручку (Я. Пригожий — Э. Гейгнер)
- Два болельщика (Е. Жарковский — О. Фадеева)
- Два друга (С. Германов — В. Гусев)
- Два Парижа (муз. и сл. Ф. Лемарка, авт. рус. текста неизв.)
- Два солдата и моряк (М. Табачников — Я. Зискинд)
- Два сольди (Д. Панки — рус. текст Я. Зискинда)
- Девушка (М. Блантер — В. Лебедев-Кумач)
- Девушка и её спутники (Т. Маркова — Б. Брянский)
- Дедушка и внучка (Б. Прозоровский, И. Кальман, В. Кручинин, обр. А. Островского — Н. Кончаловская)
- Десять дочерей (Е. Жарковский — Л. Квитко)
- Джаз-болельщик (Подруженьки) (авт. муз. неизв — В. Лебедев-Кумач)
- Днём и ночью (Н. Богословский — В. Дыховичный и М. Слободской)
- Добрая ночь (Х. Ревел — рус. текст: парафраз А. Д’Актиля на П. Б. Шелли)
- Доброй ночи (Р. Ноубл — рус. текст Э. Утёсовой)
- Дождь (К. Листов — С. Щипачёв)
- Домик на Лесной (Н. Богословский — Н. Лабковский)
- Дорога на Берлин (М. Фрадкин — Е. Долматовский)
- Дорогие москвичи (Дорогие мои москвичи) (И. Дунаевский — В. Масс, М. Червинский)
- До свидания (М. Табачников — В. Масс, М. Червинский)
- До свидания, наши друзья (авторы неизв.)
- Дунайские волны (И. Иовановичи — Е. Долматовский)
- Дядя Эля (И. Пустыльник — Е. Полонская)

Е
- Евгений Онегин (П. Чайковский, обр. И. Дунаевского)
- Еврейская рапсодия (И. Дунаевский) (два варианта: на идише и на русском языке)
- Если любишь — найди (К. Листов — Л. Ошанин)

Ж
- Жарко (М. Табачников — О. Фадеева)
- Жди меня (Е. Горбенко[42] — К. Симонов)
- Женихи (Н. Иллютович — Т. Яко́б)
- Жёлтые листья (О. Строк — Н. Лабковский)
- Заветный камень (Камень Севастополя) (Б. Мокроусов — А. Жаров)

З
- За городской заставою [пародийный парафраз песни «За дальнею околицей»] (Н. Будашкин — З. Гердт)
- За Красною за Преснею (авторы неизв.)
- Звёзды на небе (Снился мне сад) (Б. Борисов — Е. Дитерихс)
- Здравствуй, здравствуй (М. Фрадкин — В. Винников)
- Золотой песок (Дж. Берк — рус. текст Э. Утёсовой)
- Золотые огоньки (В. Соловьёв-Седой — А. Фатьянов)

К
- Казачья кавалерийская (Степная кавалерийская) (В. Соловьёв-Седой — А. Чуркин)
- Казачья песня («То не тучи, грозовые облака…») (Дан. и Дм. Покрассы — А. Сурков)
- Качели (авт. муз. неизв. — В. Лебедев-Кумач)
- Кейзи Джонс (У. Сандерс — Джо Хилл, пер. С. Болотина и Т. Сикорской)
- К нам в Саратов (М. Фрадкин — Л. Ошанин)
- Когда Джонни вернётся домой (муз. и сл. П. Гилмора, пер. С. Болотина и Т. Сикорской)
- Когда мы в море уходили (Е. Жарковский — В. Драгунский)
- Когда проходит молодость (В. Сорокин — А. Фатьянов)
- Колыбельная (М. Блантер — А. Коваленков)
- Колыбельная (М. Уэйн — Э. Хофман и М. Сиглер, пер. А. Погребного)
- Конго, блюз (инстр. пьеса со стихотворным эпиграфом) (Т. Пэрем — авт. текста неизв.)
- Контрабандисты, мелодекламация (У. Доналдсон — Э. Багрицкий)
- Кооперативная колыбельная (Папочка и мышка) (Ф. Чёрчилл — В. Лебедев-Кумач)
- Коса (Н. Богословский — Б. Ласкин)
- Краснофлотская (М. Блантер — Д. Долев, Ю. Данцигер)
- Краснофлотский марш (И. Дунаевский — А. Чуркин)
- Кубанская песня о Москве (М. Табачников — М. Светлов)
- Куплеты Курочкина (Б. Мокроусов — А. Фатьянов)

Л
- Ласточка-касаточка (Е. Жарковский — О. Колычёв)
- Ледяное сердце (В. Шаинский — Е. Ильина)
- Лейся, песня (В. Пушков — А. Апсолон)
- Ленинградские мосты (М. Табачников — Л. Давидович и В. Драгунский)
- Ленинградские ночи (А. Тургель — В. Зубин)
- Лётная песенка (А. Лепин — А. Жаров)
- Лимончики (Л. Зингерталь — сл. В. Лебедев-Кумача и народные)
- Лирическая песня (К. Листов — Э. Утёсова)
- Лунная рапсодия (О. Строк — Н. Лабковский)
- Луч надежды — см. Танго
- Любовная песня (В. Мурадели — Э. Диментман)
- Любовью всё полно (муз. и сл. Л. Утёсова)
- Лягушка (Сказка про лягушку) (муз и сл. Ф. Лемарка, пер. С. Болотина)
- Ляна, парафраз на молдавскую народную песню (обр. В. Людвиковского — сл. нар., авт. пер. неизв.)

М
- Марш весёлых ребят (И. Дунаевский — В. Лебедев-Кумач)
- Матросская гитара (М. Табачников — Я. Зискинд)
- Минёр (Разговорчивый минёр) (В. Соловьёв-Седой — А. Фатьянов, С. Фогельсон)
- Мой герой (И. Миклашевский — Н. Ардавдин)
- Мой секрет (Л. Утёсов — Э. Утёсова)
- Мой сын (У меня родился сын) (Е. Жарковский — Н. Лабковский)
- Молчаливый морячок (М. Воловац — В. Дыховичный)
- Монтаниана («Старый скрипач», «Большие бульвары») (обр. В. Людвиковского — М. Светлов)
- Море зовёт (муз. и сл. Л. Утёсова)
- Морская лирическая (С. Рубинштейн — Б. Южанин)
- Морской блюз, мелодекламация (авт. муз. и сл. неизвестны) (на англ. яз.)
- Моряки (К. Вильбоа — Н. Языков)
- Москва — Париж (Т. Маркова — Б. Брянский)
- Московские окна (Т. Хренников — М. Матусовский)
- Мужской разговор (Т. Маркова — Б. Брянский)
- Музыканты (М. Воловац — В. Тодди)
- Му-му (М. Воловац, В. Даниловский[пол.][43] — А. Д’Актиль)

Н
- На выставку (К. Листов — Б. Южанин)
- Над Кронштадтскою крепостью (Бескозырка; Песня о неизвестном матросе) (В. Соловьёв-Седой — М. Матусовский)
- На крылечке (Б. Мокроусов — А. Фатьянов)
- На Унтер ден Линден (Собачий вальс) (муз. нар. — Л. Давидович)
- На этом свете (М. Воловац — А. Арго)
- Невеста из Торжка (М. Табачников — Л. Ошанин)
- Негритянская любовь (Ф. Алерт — рус. текст А. Д’Актиля)
- Нет, не забудет солдат (М. Табачников — Я. Зискинд)
- Нет спасенья от любви (автор неизв. — рус. текст Э. Утёсовой)
- Ночь и день (муз. и сл. К. Портера, пер. Э. Утёсовой)
- Ночью один (Н. Глянзбер — рус. текст С. Болотина и Т. Сикорской)

О
- Одессит Мишка (М. Табачников[44] — В. Дыховичный)
- Одесский порт (М. Табачников — И. Френкель)
- Окраина (Н. Богословский — Е. Долматовский)
- О чём же ты задумалась (Л. Лядова — А. Сальников)
- О чём ты тоскуешь, товарищ моряк (В. Соловьёв-Седой — В. Лебедев-Кумач)

П
- Палач и шут (Я. Йежек — Й. Восковец, Я. Верих, пер. [с чешского] А. Безыменского)
- Пара гнедых (сл. и муз. С. Донаурова, рус. перевод А. Апухтина)
- Парень кудрявый (Г. Носов — А. Чуркин)
- Париж (А. Профес — Э. Утёсова)
- Пароход (Н. Минх — А. Д’Актиль)
- Партизан Железняк (Матрос Железняк) (М. Блантер — М. Голодный)
- Партизанская борода (Л. Бакалов — М. Лапиров)
- Партизанская тихая (М. Воловац — А. Арго)
- Перевал (М. Табачников — А. Никифоров)
- Песенка о весёлом ковбое (Т. Маркова — Д. Иванов и В. Трифонов)
- Песенка о нацистах («С Берлинского кичмана…») (Ф. Кельман (М. Феркельман) — И. Фрадкин)
- Песенка о старости (О. Фельцман — Р. Рождественский)
- Песенка шофёра (Н. Богословский — В. Бахнов, Я. Костюковский)
- Песни Поля Робсона («Миссисипи», «Небо») (Дж. Керн — М. Светлов (?))
- Песня американского безработного (Дж. Горни — И. Харбург, пер. В. Стенича)
- Песня артистов эстрады (А. Островский — Я. Халецкий)
- Песня бывалых солдат (М. Табачников — Я. Хелемский)
- Песня верной любви (И. Дунаевский — М. Матусовский)
- Песня военных корреспондентов (М. Блантер — К. Симонов)
- Песня и куплеты Шельменко-денщика (М. Бак — Ц. Солодарь, Л. Утёсов)
- Песня об Одессе (Снова вижу улицы одесские) (Т. Маркова — Л. Куксо)
- Песня о Каховке (И. Дунаевский — М. Светлов)
- Песня о мире (Ю. Саульский — Л. Утёсов)
- Песня о неизвестном любимом (В. Сидоров — А. Д’Актиль)
- Песня о полярной дружбе (муз. и сл. В. Воловича)
- Песня о ротном запевале (Запевала) (И. Дунаевский — М. Матусовский)
- Песня о стрелках (И. Дунаевский — В. Лебедев-Кумач)
- Песня парашютистки (З. Левина — Т. Спендиарова)
- Песня старого извозчика (Н. Богословский — Я. Родионов)
- Песня старого клоуна (М. Фрадкин — П. Градов)
- Песня старых актёров (А. Рыбников — М. Танич)
- Письмо Ворошилову (П. Акуленко, по др. сведениям Е. Жарковский — Л. Квитко, пер. С. Маршака)
- Пожарный (Л. Дидерихс — В. Лебедев-Кумач)
- По перронам и вокзалам (Ю. Запольская — Н. Лабковский)
- Под звёздами балканскими (М. Блантер — М. Исаковский)
- Пока (Д. Юманс — Л. Давидович)
- Полюбила я парнишку (М. Блантер — М. Исаковский)
- Полюшко-поле (Л. Книппер — В. Гусев)
- Помощь неотложная (М. Табачников — Л. Куксо)
- Посмотри, посмотри (Е. Жарковский — В. Винников)
- Портрет (Г. Гольд — М. Орцеви)
- Прекрасная маркиза (П. Мизраки — Бах, А. Лаверн, П. Мизраки, пер. А. Безыменского)
- Привет морскому ветру (М. Сидрер — В. Лозин)
- Приехали (М. Фрадкин — В. Винников)
- Пробуждение (Э. Дюбин — И. Брук (?))
- Прогулка (Б. Мокроусов — С. Алымов)
- Прощальная комсомольская (Дан. и Дм. Покрассы — М. Исаковский)
- Прощальная ленинградская [вариант песни «Дорогие москвичи»] (И. Дунаевский — В. Масс, М. Червинский)
- Прощальный блюз (В. Сорокин — Л. Хьюз, пер. М. Зенкевича)

Р
- Разговор (В. Соловьёв-Седой — С. Фогельсон)
- Раскинулось море широко (Ф. Садовский (?) — авт. слов неизвестен)
- Расстались мы (В. Майзель[нем.]) — Э. Утёсова)
- Растаяла Одесса за кормою (М. Табачников — Л. Куксо)
- Риголетто (Сердце красавицы) (Дж. Верди, обр. И. Дунаевского)
- Родимое море (Матросское сердце) (А. Рязанов — А. Софронов)
- Родная (Б. Фомин — П. Герман)
- Родная морская (Л. Утёсов — Л. Галкин)
- Родные берега (Е. Жарковский — Н. Лабковский)
- Русская рапсодия (И. Дунаевский)
- Русская фантазия (В. Старостин — сл. нар.)

С
- С одесского кичмана (Ф. Кельман (М. Феркельман) — Б. Тимофеев)
- Садко (Н. Римский-Корсаков, обр. И. Дунаевского)
- Сердце (И. Дунаевский — В. Лебедев-Кумач)
- Сильва, танго и фокс (И. Кальман, обр. А. Островского — рус. текст В. Михайлова)
- Синеглазая морячка (Е. Жарковский — Н. Флёров)
- Скажите, девушки (Р. Фальво — пер. М. Улицкого)
- Слова на ветер я бросать не стану (М. Табачников — О. Фадеева)
- Случайный вальс (Офицерский вальс) (М. Фрадкин — Е. Долматовский)
- Снежок (Е. Жарковский — Б. Турганов)
- Солдатский вальс (Н. Богословский — В. Дыховичный)
- Спустилась ночь над бурным Чёрным морем (Л. Утёсов — И. Фрадкин)
- Сталинградский вальс (О. Строк — Л. Давидович и В. Драгунский)
- Старая матросская песня — см. Спустилась ночь над бурным Чёрным морем
- Старушка (В. Миронов — С. Маршак)
- Старушки-бабушки (М. Табачников — В. Дыховичный и М. Слободской)
- Сторонка (Сторонка родная) (А. Островский — С. Михалков)
- Строевая шуточная (И. Лазовский — Б. Рацер)
- Студенческий вальс (Г. Вагнер — Э. Утёсова)
- Сулико (В. Церетели — А. Церетели, пер. М. Улицкого)
- Счастливая станица (Е. Жарковский — В. Винников)
- Счастливый путь (И. Дунаевский — В. Масс, Н. Эрдман)
- Счастье (А. Основиков — Ю. Соснин)

Т
- Тайна (В. Сидоров — А. Д’Актиль)
- Тамбурица (хорватская нар. мелодия, обр. И. Ильина — Т. Яко́б)
- Танго (Пускай весна ликует; Луч надежды) («Кругом весна ликует…») (И. Дунаевский — Э. Утёсова)
- Тачанка (К. Листов — М. Рудерман)
- Телеграммы (Н. Иллютович — В. Дыховичный)
- Тем, кто в море (Матросский вальс) (Н. Богословский — Л. Ошанин)
- Теплоход (О. Фельцман — Л. Давидович и В. Драгунский)
- Теплоход «Комсомол» (В. Соловьёв-Седой — П. Белов)
- Течёт река Волга (М. Фрадкин — Л. Ошанин)
- Тёмная ночь (Н. Богословский — В. Агатов)
- Толстяк (К. Листов — В. Гранов)
- Только полька (М. Табачников — Г. Ходосов)
- Трёхрядка (Е. Жарковский — Я. Шведов)
- Три внука (В. Соловьёв-Седой — А. Софронов)
- Тропинка (М. Блантер — М. Исаковскийй)
- Тюх, тюх, тюх, тюх!, куплеты (И. Дунаевский — В. Лебедев-Кумач (?))

У
- У окошка (городская песня — новый текст В. Лебедева-Кумача)
- У самовара (сл. и муз Ф. Гордон-Квятковской)
- Украинская рапсодия (И. Дунаевский) (на украинском яз.)
- Улыбка (авт. неизв. — М. Вольпин)
- Умный ишак (М. Табачников — Я. Зискинд)
- Утро и вечер (Блюз) (М. Блантер — В. Лебедев-Кумач)
- Ухажёры (В. Сорокин — А. Фатьянов)
- У Чёрного моря (М. Табачников — С. Кирсанов)

Ф
- Фильмиада, джаз-фантазия на темы зарубежных фильмов (А. Островский, Г. Узинг — авт. рус. текст неизв.)

Х
- Хороший мой (А. Лепин — Ю. Благов)

Ц
- Цимлянское море (Н. Богословский — Н. Доризо)

Ч
- Чаплиниана (Ч. Чаплин — М. Светлов)
- Черноморочка (Е. Жарковский — П. Панченко)
- Четыре капуцина (И. Шишов — П.-Ж. Беранже, пер. Я. Родионова)

Ш
- Шёл старик из-за Дуная (Л. Бакалов — М. Рудерман)
- Шутка-полька (Танцкласс) (И. Дунаевский — З. Гердт, В. Брагин)

Ю
- Юнак (И. Ильин — Т. Яко́б)

Я
- Я — демобилизованный (А. Островский — И. Фрадкин)
- Я живу, чтобы песня жила (М. Табачников — Я. Зискинд)
- Я люблю тебя (Девушка и её спутники) (Т. Маркова — Б. Брянский)
- Я пою («Сам собою я хороший…») (С. Кац — Н. Лабковский)

(приведено по программам 11 компакт-дисков, изданных в 1995—1997 гг. фирмой «Коминформцентр»; в хронологии имеются погрешности)
• Гоп со смыком (репертуар 1929—1933)
1. Где б ни скитался я
2. С Одесского кичмана
3. Гоп со смыком
4. Морской блюз
5. Контрабандисты
6. Конго
7. Пока
8. Бублички
9. Русская рапсодия
10. Украинская рапсодия
11. Еврейская рапсодия
12. Еврейская рапсодия
13. Счастливый путь

• Лимончики (репертуар 1933—1937)
1. Садко
2. Риголетто
3. Евгений Онегин
4. У самовара
5. Лимончики
6. У окошка
7. Джаз-болельщик
8. Качели
9. Марш весёлых ребят
10. Сердце
11. Песня о стрелках
12. Тюх-тюх
13. Негритянская любовь
14. Лейся, песня
15. Песня о Каховке
16. Борода
17. Кооперативная колыбельная
18. Добрая ночь

• Полюшко-поле (репертуар 1937—1938)
1. Прощальная комсомольская
2. Матрос Железняк
3. Полюшко-поле
4. Тачанка
5. Два друга
6. То не тучи — грозовые облака
7. Степная кавалерийская
8. Гренада
9. Счастливая станица
10. Девушка
11. Маркиза
12. Палач и шут
13. Скажите, девушки
14. Снежок
15. Родная
16. Портрет
17. Утро и вечер
18. Будьте здоровы

• Пара гнедых (репертуар 1937—1940)
1. Раскинулось море широко
2. Моряки
3. Краснофлотская
4. Баллада о неизвестном моряке
5. Краснофлотский марш
6. Теплоход «Комсомол»
7. Акула
8. Сулико
9. Пара гнедых
10. Тайна
11. Му-му
12. Десять дочерей
13. Бубенцы звенят-играют
14. Пароход

• Жди меня (репертуар 1939—1942)
1. Парень кудрявый
2. Коса
3. Дядя Эля
4. Если любишь, найди
5. Улыбка
6. Луч надежды
7. Лётная песенка
8. Песня старого извозчика
9. Жди меня
10. Партизанская тихая
11. Привет морскому ветру
12. Будьте здоровы (военные куплеты)
13. В землянке
14. Барон фон дер Пшик
15. Тёмная ночь
16. Гитлеровский вор («Воро-воро»);

• Одессит Мишка (репертуар 1942—1945)
1. О чём ты тоскуешь, товарищ моряк?
2. Одессит Мишка
3. Синеглазая морячка
4. Заветный камень
5. Молчаливый морячок
6. Партизанская борода
7. Песенка о нацистах
8. Песенка военных корреспондентов
9. На Унтер ден Линден (Собачий вальс)
10. Под звёздами балканскими
11. Бомбардировщики
12. Случайный вальс
13. Дорога на Берлин
14. Второе сердце
15. Солдатский вальс
16. Шёл старик из-за Дуная
17. Сторонка родная
18. Здравствуй, здравствуй
19. Танго и фокс «Сильва»

• Лунная рапсодия (репертуар 1945—1947)
1. Дедушка и внучка
2. Студенческий вальс
3. Лунная рапсодия
4. Любовью всё полно
5. Дождь
6. В метель
7. Жёлтые листья
8. Три внука
9. Трёхрядка
10. Нет, не забудет солдат
11. Старая матросская песня
12. Домик на Лесной
13. Когда проходит молодость

• Дорогие москвичи (репертуар 1947—1949)
1. Днём и ночью
2. Окраина
3. Я — демобилизованный
4. Бывший фронтовик
5. Вася Крючкин
6. Минёр
7. Прогулка
8. Бывалый матрос
9. Старушки-бабушки
10. Два болельщика
11. Золотые огоньки
12. Родные берега
13. Тем, кто в море
14. Матросская гитара
15. Разговор
16. Дунайские волны
17. Ласточка-касаточка
18. Я живу, чтобы песня жила
19. Песня американского безработного
20. Азербайджанская песня о Москве
21. Весёлый постовой
22. Дорогие москвичи

• У Чёрного моря (репертуар 1948—1953)
1. Встреча друзей
2. Вернулся я на Родину
3. Мой сын
4. Жарко
5. Сам собою я хороший
6. Песня о полярной дружбе
7. Родная морская
8. Кейси Джонс
9. Умный ишак
10. Танцкласс
11. За городской заставою
12. Песенка шофёра
13. Автоболельщик
14. Песня верной любви
15. Ленинградские ночи
16. У Чёрного моря
17. Сталинградский вальс
18. Цимлянское море
19. Морская лирическая
20. О чём же ты задумалась
21. Куплеты Курочкина

• Ах, Одесса моя (репертуар 1954—1956)
1. Песня о ротном запевале;
2. Ляна
3. Ах, Одесса моя
4. Растаяла Одесса за кормою
5. Матросское сердце
6. Теплоход
7. Когда мы в море уходили
8. Ночью один
9. Волна
10. Когда Джонни возвратится домой
11. Любовная песня
12. Ленинградские мосты
13. Юбилейная фантазия

• Одесский порт (репертуар 1956—1957)
1. Два сольди
2. Одесский порт
3. Закон Архимеда наоборот
4. Романс Шельменко «Люблю я»
5. Куплеты Шельменко «Нэ кажи гоп»
6. Девушка и её спутники
7. Чаплиниана
8. Монтаниана (Старый скрипач; Большие бульвары)
9. Песни Поля Робсона (Миссисипи; Небо)
10. Счастье
11. Всюду вас ожидают друзья

### Музыкальные клипы

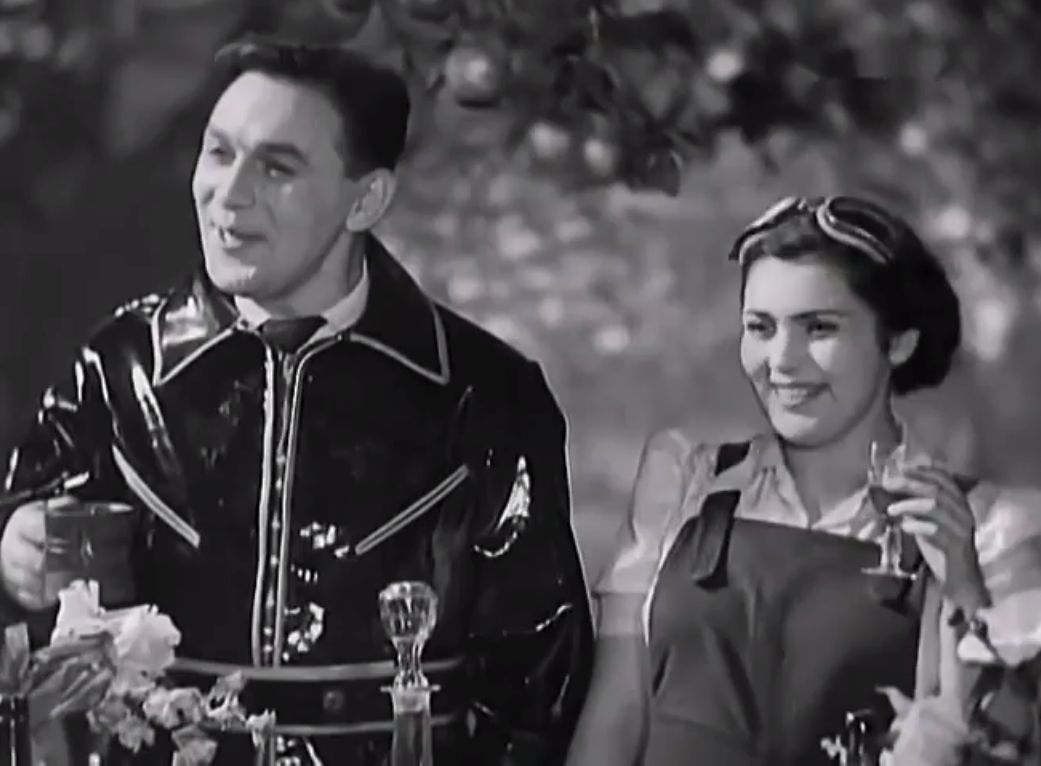
Леонид и Эдит Утёсовы в киноклипе «Будьте здоровы, живите богато» (фильм «Концерт на экране», 1940 год)

В 1939 году снялся в первом в СССР музыкальном клипе (песня «Пароход»), вошедшем (вместе со съёмками песен «Раскинулось море широко» и «Будьте здоровы, живите богато») в «Фильм-концерт» («Концерт на экране», Ленфильм, 1940).

## Признание

### Звания и награды
Почётные звания:
- Заслуженный артист РСФСР (27.06.1942)
- Заслуженный деятель искусств РСФСР (5 ноября 1947)
- Народный артист РСФСР (8 января 1958)
- Народный артист СССР (23 апреля 1965)

Медали и ордена:
- Орден Октябрьской Революции (21.03.1975)
- Два ордена Трудового Красного Знамени (28.03.1945, 21.03.1980[46])
- Медаль «За доблестный труд в Великой Отечественной войне 1941—1945 гг.» (1945)
- Медаль «За победу над Германией в Великой Отечественной войне 1941—1945 гг.» (25.03.1946)
- Медаль «В память 800-летия Москвы» (1947)
- Медаль «В память 250-летия Ленинграда» (1957)
- Медаль «Двадцать лет Победы в Великой Отечественной войне 1941—1945 гг.» (1965)
- Медаль «За доблестный труд. В ознаменование 100-летия со дня рождения Владимира Ильича Ленина» (1.04.1970)
- Медаль «Ветеран труда» (26.05.1976)
- Медаль «Тридцать лет Победы в Великой Отечественной войне 1941—1945 гг.» (1975)

### Память

Могила Л. Утёсова на Новодевичьем кладбище Москвы

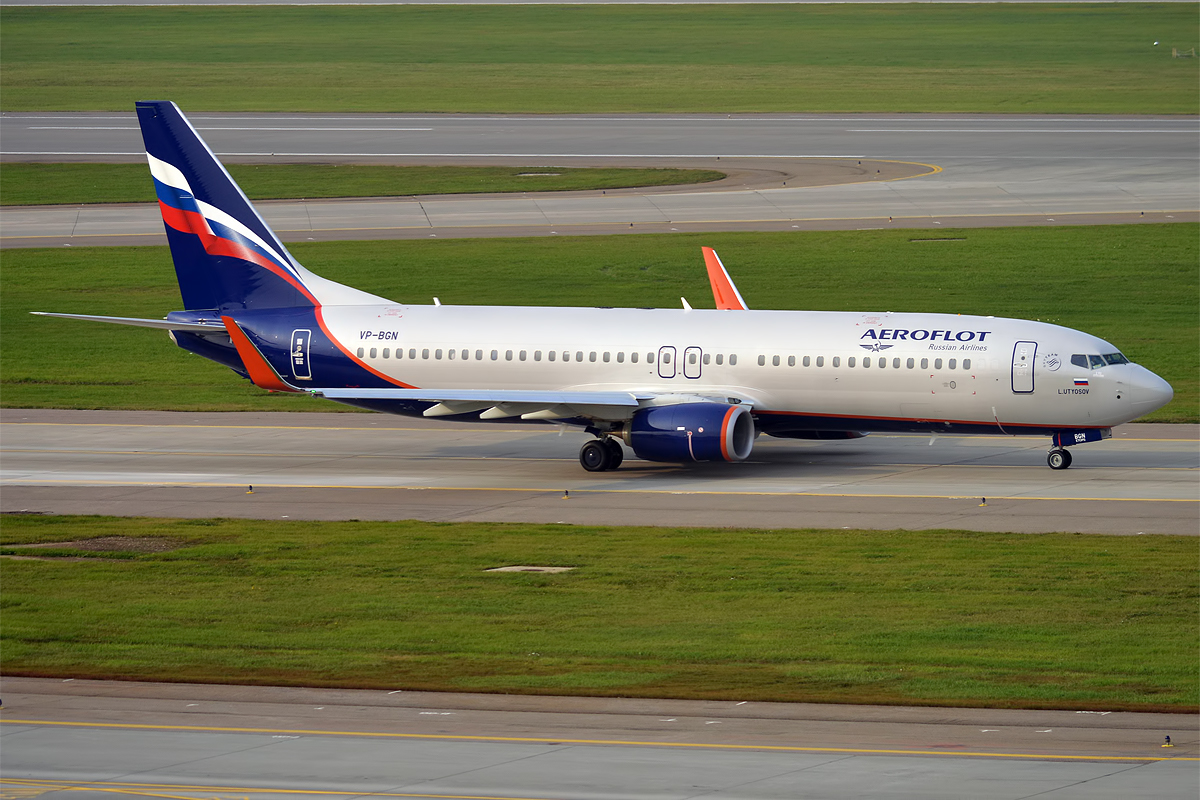
Лайнер Boeing 737-800 авиакомпании «Аэрофлот» «Л. Утёсов»

- В честь Л. О. Утёсова назван астероид (5944) Utesov, открытый астрономом Л. Карачкиной в Крымской астрофизической обсерватории 2 мая 1984 г.[47]
- В Москве, на доме № 5/10 в Каретном Ряду, где он проживал с 1970 по 1982 год в кв. 170, установлена мемориальная доска.
- В 1982 году Треугольный переулок в Одессе, где родился и жил с 1895 по 1912 год Утёсов, переименован в улицу Утёсова. На доме будущего народного артиста в 1986 году была установлена мемориальная доска[48].
- В 1996 году на доме по улице Маяковского (бывшая Надеждинская), 21 в Санкт-Петербурге (бывший доходный дом страхового общества «Россия»), в кв. 27 которого Утёсов жил в 1929—1936 годах, была открыта мемориальная доска (скульптор Г. Ястребенецкий, архитектор В. Васильковский) с ошибочными датами в тексте: «В этом доме с 1928 по 1937 год жил выдающийся артист эстрады Леонид Осипович Утесов»[49]
- В 1999 году АО «Марка» выпущена почтовая марка, посвящённая Л. О. Утёсову. На марке изображены на переднем плане — портрет Л. Утёсова; на втором плане — Л. Утёсов во время концертного выступления. Номинал марки 2 рубля, размер 40×28 мм, тираж — 350 тыс. экземпляров[50]. Также АО «Марка» в 2020 году был выпущен художественный маркированный конверт к 125-летию Л. Утёсова[51].
- Жизни Утёсова посвящён российский сериал «Утёсов. Песня длиною в жизнь» (2005)[52].
- Имя Леонида Утёсова носит один из авиалайнеров Boeing 737—800 авиакомпании «Аэрофлот» (борт VP-BGN).
- На железнодорожном вокзале Одессы при отправлении фирменных поездов звучит песня «У Чёрного моря» из репертуара Утёсова (муз. Модеста Табачникова, сл. Семёна Кирсанова)[53], а в одесском аэропорту при объявлении информации звучит краткий узнаваемый мотив из неё.
- В московском метро по вечерам звучит песня «Дорогие мои москвичи». Там же в разное время суток можно услышать мелодию из песни «Московские окна».
- В Одессе на улице Дерибасовской установлен памятник Утёсову[53].
- 2 сентября 2015 года в доме детства и юности Утёсова был открыт его музей-квартира. В нём представлены редкие личные вещи артиста, а также множество архивных документов и фотографий. Экспонаты в музей попали преимущественно из коллекции Эдуарда Амчиславского, ради открытия специально приехавшего в Одессу из Америки[54]. Значительная часть архива певца была сохранена его племянницей Майей Владимировной Молодецкой, которая также являлась одним из инициаторов открытия музея[55]. Реконструкция дома и двора, в котором рос Утёсов, произведена по заказу местных властей[56].
- На Думской площади в Одессе в 17:00 играет песня «У Чёрного моря».
- В 2010 году на набережной в Абрау-Дюрсо был установлен памятник Леониду Утёсову в роли Кости Потехина в кинофильме «Весёлые ребята» (скульптор Андрей Асерьянц). Картину первоначально планировали снимать именно здесь, и одним из рабочих вариантов названия сценария было: «Пастух из Абрау-Дюрсо». Бронзовый Костя Потехин, играющий на свирели, стоит на бронзовой же наклейке пластинки с надписью: «Весёлые ребята — Л. Утёсов — Пастух из Абрау-Дюрсо»[57][58].
- В Ижевске, ДНТ «Орлёнок», в 2018 году появилась улица Леонида Утесова[59].
- 2 сентября 2018 года в Одессе во дворе Дома Утёсова (ул. Утёсова, 11) был открыт памятник молодому начинающему артисту Лёде Утёсову (скульптор Олег Новаев)[60].
- 12 октября 2024 года команда «Джентльмены одесского университета» присудила премию имени Яна Гельмана пяти городским памятникам, в том числе памятнику Леониду Утёсову в городском саду Одессы[61].

### Архив
Личный фонд Л. О. Утёсова хранится в Российском государственном архиве литературы и искусства. Фонд насчитывает 1420 единиц хранения за 1894—1982 гг. Сюда вошли материалы к биографии; материалы артистической деятельности: сценарии спектаклей-концертов Джаз-оркестра под управлением Утесова с его пометами, роли, сыгранные в театре и кино, фотографии и др.; рукописи артиста: статьи, стихотворения, воспоминания и рассказы; многочисленная переписка, а также материалы первой жены артиста — Е. О. Утёсовой и его дочери — Э. Л. Утёсовой.

### Фильмы и телепередачи об Утёсове
- Я возвращаю ваш портрет (документальный фильм) (1983)
- Ожидание концерта (документальный) (1995)
- Леонид Утёсов — Это Было Недавно, Это Было Давно (1998)
- Документальный фильм из авторского цикла Галины Шерговой «Старый патефон». Студия художественных программ. Телеканал «Культура». 2000. Старый патефон. Леонид Утесов. ⋅.  25 мин. ГТРК «Культура».
- Смехопанорама: Леонид Осипович Утёсов (2001)
- Документальный фильм из авторского цикла Виталия Вульфа «Мой серебряный шар». ООО «Меридиан холдинг» по заказу ФГУП ГТК «Телеканал «Россия». 2004 г. Мой серебряный шар. Леонид Утёсов. ⋅.  44 мин. ГТРК «Культура».
- Документальный фильм. Режиссёр: Андрей Судиловский. ООО «АБ-ТВ» по заказу ГТРК «Культура». 2005 (21.06.2019). Утёсов Леонид. Есть у песни тайна. ⋅.  52 мин. ГТРК «Культура». {{cite episode}}: Проверьте значение даты: |airdate= (справка)
- Леонид Утёсов (из цикла передач телеканала ДТВ «Как уходили кумиры») (документальный) (2006)
- Пусть всегда буду я. Лев Ошанин (документальный) (2007)
- Документальный фильм из цикла «Больше, чем любовь». ООО «Студия «Фишка-фильм» по заказу ГТРК «Культура». 2008. Больше, чем любовь. Леонид Утёсов и Елена Ленская (Голдина). ⋅.  39 мин. ГТРК «Культура».
- Телепередача из цикла «Смехоностальгия». Студия спецпроектов и экспериментальных програм. ГТРК «Культура». 2009. Смехоностальгия. Леонид Утесов. Только для телевидения. ⋅.  26 мин. ГТРК «Культура».
- Леонид Утёсов — Любимые песни (2011)
- Фильм памяти… — Леонид Утёсов (2011)
- Документальный фильм из цикла «Шедевры старого кино». ГТРК «Культура». 2014. Шедевры старого кино. Карьера Спирьки Шпандыря. О Леониде Утесове. ⋅.  15 мин. ГТРК «Культура».
- Документальный фильм из авторского цикла «Алексей Симонов. Кусочки жизни…». ГТРК «Культура». 2016. Алексей Симонов. Кусочки жизни… Леонид Утесов. ⋅.  31 мин. ГТРК «Культура».
- Почерк эпохи с Кириллом Кяро. Леонид Утёсов. Музыкальное сердце. Телепередача. — ГТРК «Культура», 27 октября 2022 г. 26 минут.

#### Биографический роман
- Инин А. Я.[63]. Утёсов. Песня длиною в жизнь: Фантазия на тему Утёсова. — СПб.: Амфора, 2006. — 494 с. — (НТВ представляет). — ISBN 5-367-00090-8.

### Киновоплощения
- В мультфильме «Старая пластинка» (1982, режиссёр В. Котёночкин) впервые в СССР средствами анимации не только создан образ поющего Утёсова, но и сняты мультипликационные клипы на грамзаписи песен «Сердце», «Прекрасная маркиза», «Му-му», «Песня старого извозчика», «Улыбка» в исполнении Леонида и Эдит Утёсовых.
- Александр Постоленко — «Мсье Робина» (1994)
- Владик Гончар — Лёдя-маленький; Кирилл Ивковский — Лёдя-подросток; Владимир Жеребцов — Лёдя-юноша; Марат Башаров — Утёсов в молодости; Богдан Бенюк — Утёсов в зрелости — «Утёсов. Песня длиною в жизнь» (12 серий) (2006)
- Богдан Бенюк — «Ликвидация» (14 серий) (2007)
- Павел Прилучный — «Жизнь и приключения Мишки Япончика» (12 серий) (2011)
- Николай Добрынин — «Орлова и Александров» (2015)
- Виктор Пипа — «Власик. Тень Сталина» (2015)
- Константин Тополага — «Зелёный фургон. Совсем другая история» (2019)

### Пародии на Утёсова
- На эстраде Утёсова пародировали Зиновий Гердт[64], Юрий Филимонов, Кира Смирнова[65], Геннадий Дудник, Виктор Чистяков, Андрей Миронов[66], Михаил Евдокимов[67] и другие.